# Scytodes ruizensis
Espèce
Scytodes ruizensis est une espèce d'araignées aranéomorphes de la famille des Scytodidae.

## Distribution
Cette espèce est endémique de Colombie.

## Description
La femelle holotype mesure 4 mm.

## Étymologie
Son nom d'espèce, composé de ruiz et du suffixe latin -ensis, « qui vit dans, qui habite », lui a été donné en référence au lieu de sa découverte, le col Ruiz.

## Publication originale
- Strand, 1914 : Spinnen der Familien Sparassidae, Lycosidae, Sicaridae, und Pholcidae aus Kolumbien. Voyage d'exploration scientifique en Columbie, par O. Fuhrmann et Eug. Mayor. Mémoires de la Société des Sciences Naturelles de Neuchâtel, vol. 5, p. 810-820 (texte intégral).